# Ку Сон Юн
Ку Сон Юн (кор. 구성윤, общепринятая латинская транскрипция — Gu Sung-yun; 27 июня 1994, Сеул) — южнокорейский футболист, вратарь южнокорейского клуба «Тэгу» и сборной Республики Корея.

## Карьера

### Клубная карьера
Начинал играть в футбол на родине, в 2010 году был признан лучшим вратарём страны на школьном уровне. В июле 2012, сразу после своего 18-летия, перебрался в Японию, присоединился к клубу «Серезо Осака» и был заявлен за его молодёжную команду. В 2013 году заявлен за старшую команду клуба, но за неё так и не сыграл, был дублёром более опытных вратарей, в том числе своего земляка Ким Джин Хёна.
В 2015 году перешёл в клуб второго дивизиона Японии «Консадоле Саппоро», где сразу стал игроком основного состава. Дебютный матч за команду сыграл 8 марта 2015 года против «Тотиги». В своём первом сезоне принял участие в 33 матчах из 42 проведённых командой и пропустил 33 гола.

### Карьера в сборной
С 2014 года выступает за молодёжную (U23) сборную Южной Кореи. Принимал участие в молодёжном чемпионате Азии 2016 года, где сборная завоевала серебряные медали, на турнире сыграл только в одном матче — четвертьфинале против Иордании. Также стал участником Олимпиады-2016 в Рио-де-Жанейро.
В национальную сборную Южной Кореи впервые вызван в 2015 году для участия в чемпионате Восточной Азии, но на поле не выходил.